# Lövö (Hiittinen)
Lövö est une île de l'archipel finlandais à Kimitoön en Finlande.

## Géographie
Lövö à une superficie de 313 hectares,.
Lövö est traversée par la route de liaison 1830 qui va de Dragsfjärd jusqu'à Kasnäs par Kaxskäla.